# Cotana rubrescens
Cotana rubrescens är en fjärilsart som beskrevs av Walker 1865. Cotana rubrescens ingår i släktet Cotana och familjen Eupterotidae. Inga underarter finns listade i Catalogue of Life.